# Brandon Allen
Brandon Durell Allen, né le 12 février 1986 à Conroe (Texas) aux États-Unis, est un joueur de premier but sous contrat avec les Mets de New York de la Ligue majeure de baseball.

## Carrière
Après des études secondaires à la Montgomery High School de Montgomery (Texas), Brandon Allen est drafté le 7 juin 2004 par les White Sox de Chicago au cinquième tour de sélection. Il perçoit un bonus de 175 000 dollars à la signature de son premier contrat professionnel le 16 juin 2004. 

### Diamondbacks de l'Arizona
Après avoir amorcé sa carrière en ligues mineures, il est échangé aux Diamondbacks de l'Arizona le 7 juillet 2009, en retour du lanceur Tony Peña.
Allen fait ses débuts dans les majeures quelques jours plus tard, le 22 août 2009, pour Arizona. Il réussit le jour même son premier coup sûr au plus haut niveau, réussi contre le lanceur des Astros de Houston Brian Moehler. Il frappe son premier circuit en carrière le 27 août, une claque de trois points contre le lanceur Joe Martinez dans un gain de 11-0 des D-Backs sur les Giants de San Francisco.
Durant son séjour de 32 parties avec les Diamondbacks en 2009, Allen frappe quatre coups de circuit et produit 14 points.
Il passe la majeure partie de la saison 2010 avec le club-école des D-Backs, à Reno dans la Ligue de la côte du Pacifique. Il est rappelé dans les majeures pour 22 parties en fin d'année.

### Athletics d'Oakland
Le 31 juillet 2011, les Diamondbacks échangent Allen et le lanceur de relève Jordan Norberto aux Athletics d'Oakland pour acquérir le releveur Brad Ziegler. Avec 3 circuits et 11 points produits en 41 parties pour Oakland, il complète sa saison 2011 avec 6 circuits et 18 points produits en 52 matchs joués pour deux équipes.

### Rays de Tampa Bay
Allen est réclamé au ballottage par les Rays de Tampa Bay le 19 avril 2012. Il ne joue que sept parties pour cette équipe.

### Japon
En 2012, Allen fait un séjour de 12 matchs chez les Fukuoka SoftBank Hawks de la Ligue Pacifique du Japon.

### Ligues mineures
Allen est mis sous contrat par les Rangers du Texas le 6 décembre 2012. Libéré par les Rangers à la fin de leur camp d'entraînement du printemps suivant, il rejoint les Padres de San Diego le 8 avril 2013. Il passe la saison 2013 dans les ligues mineures avec un club-école des Padres. En 2014, il évolue pour un club-école des Mets de New York, qui lui offre un nouveau contrat des ligues mineures pour 2015.

## Statistiques
| Saison | Équipe  | G  | AB  | R  | H  | 2B | 3B | HR | RBI | SB | BA    |
| ------ | ------- | -- | --- | -- | -- | -- | -- | -- | --- | -- | ----- |
| 2009   | Arizona | 32 | 104 | 13 | 21 | 7  | 0  | 4  | 14  | 0  | 0,202 |
| 2010   | Arizona | 22 | 45  | 5  | 12 | 3  | 0  | 1  | 6   | 0  | 0,267 |
| Totaux | Totaux  | 54 | 149 | 18 | 33 | 10 | 0  | 5  | 20  | 0  | 0,221 |

Note : G = Matches joués ; AB = Passages au bâton; R = Points ; H = Coups sûrs ; 2B = Doubles ; 3B = Triples ; 
HR = Coup de circuit ; RBI = Points produits ; SB = Buts volés ; BA = Moyenne au bâton.